# Lambda Boötis
Lambda Boötis (Xuange, λ Boo) – gwiazda w gwiazdozbiorze Wolarza. Znajduje się około 99 lat świetlnych od Słońca.

## Nazwa
Gwiazda ta ma nazwę własną Xuange, która pochodzi z tradycji chińskiej (chiń. 玄戈; pinyin Xuángē). Dla Chińczyków symbolizowała broń drzewcową ge, podobną do halabardy; chińskie asteryzmy leżące na północ od Arktura były związane z bezpieczeństwem. W tradycji arabskiej gwiazdy Theta, Jota, Kappa i Lambda Boötis nosiły nazwę arab. ‏ألعولد ألذعب‎ al aulād al dhiʼb, „szczenięta hien”. Międzynarodowa Unia Astronomiczna w 2017 roku formalnie zatwierdziła użycie nazwy Xuange dla określenia tej gwiazdy.

## Charakterystyka
Lambda Boötis to biała gwiazda ciągu głównego, należąca do typu widmowego A0. Ma masę dwukrotnie większą niż Słońce i promień 1,7 raza większy niż promień Słońca. Szybko obraca się wokół osi, jeden obrót zajmuje jej nie więcej niż 2/3 doby. Ma ona bardzo nietypowy skład chemiczny (jest prototypem gwiazd typu Lambda Boötis), gdyż jej zewnętrzne warstwy są zubożone w metale, takie jak chrom, bar, nikiel i tytan mniej więcej dziesięciokrotnie w stosunku do zawartości w Słońcu, podczas gdy inne pierwiastki mają podobną względną zawartość. Gwiazdy o takiej charakterystyce spektralnej są rzadkie. Skład gwiazdy tłumaczy się tym, że w okresie formowania się gwiazdy otaczał ją gęsty obłok pyłowy, którego ziarna zaabsorbowały metale. Ciśnienie promieniowania usunęło później pył z otoczenia gwiazdy, zaś zubożony gaz opadł ku niej.